# Côte de Nuits

Mapa regionu

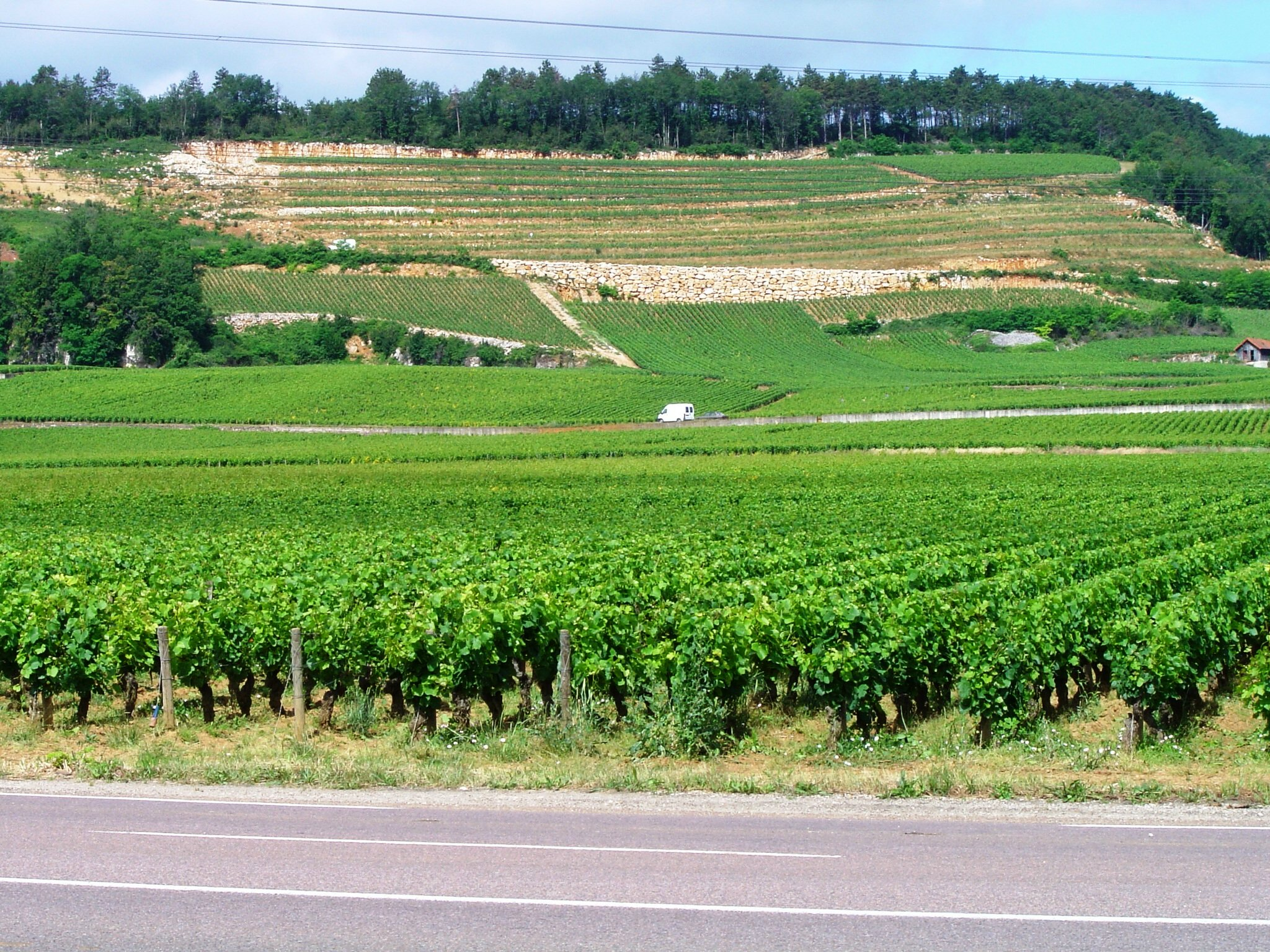
Winnice w regionie Côte de Nuits

Côte de Nuits – francuski region winiarski należący do dużego regionu winiarskiego Côte-d’Or. Plantacje winogron wchodzące w skład Côte de Nuits rozciągają się od miasta Dijon aż po peryferie miejscowości Nuits-Saint-Georges.
Region słynie z produkcji win czerwonych wytwarzanych z winogron z rodzaju Pinot noir. 

## Nazewnictwo
Większość wytarzanych w regionie win otrzymuję nazwy pochodzące od pięciu lokalnych, niewielkich miejscowości którymi są Fixin oraz Brochon, na północy a także Comblanchien, Corgoloin oraz Prissey, na południu.
Pojedyncze winiarnie oraz wsie produkujące wina nie nazywają swoich win nazwą własną. 
W skład regionu Côte de Nuits wchodzi łącznie czternaście miejscowości z których sześć produkuje wysokiej jakości wina sklasyfikowane jako grand cru.

## Wioski i miejscowości północne

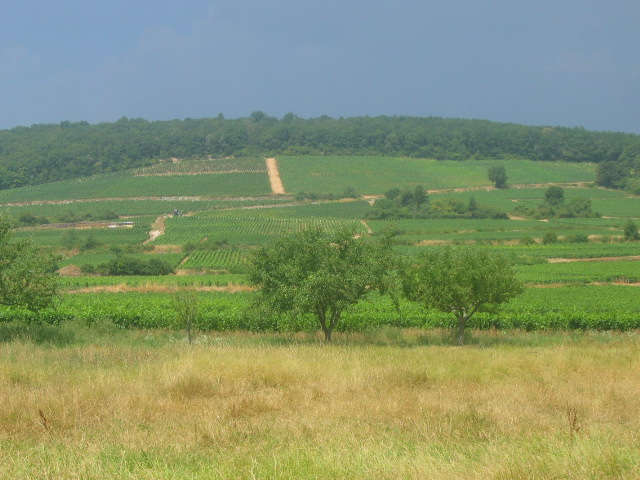
Winnice w okolicach Fixin

### Marsannay-la-Côte
Marsannay-la-Côte jako nieliczna miejscowość w Burgundii produkuje zarówno wina białe i czerwone jakże i wina różowe. Wina białe produkuje się z winogron z gatunku Chardonnay.

### Couchey
Wina z tej miejscowości są zatwierdzane jako wina marki Marsannay.

### Fixin
Fixin posiada własne wina oznaczone nazwą miejscowości. Fixin specjalizuje się w produkcji win czerwonych z gatunku pinot noir.

## Grand crus
Sześć miejscowości z regionu Côte de Nuits produkują wina sklasyfikowane jako grand cru. Wina te należą do najlepszych, najsłynniejszych oraz najdroższych win na świecie.

### Gevrey-Chambertin
Miejscowość Gevrey-Chambertin produkuje najwięcej win z gatunku grand cru w regionie. Większość z nich produkuje się winnicach Chambertin, będącej synonimem czerwonej Burgundii.

### Morey-Saint-Denis
Niewielka gmina produkuje cztery rodzaje wina sklasyfikowane jako Grand cru.

### Chambolle-Musigny
Miejscowość specjalizuje się w produkcji lekkich win. Większość z nich pochodzi z dziewiętnastu okolicznych winiarń które produkują, trzy różne wina sklasyfikowane jako grand cru.

### Vougeot

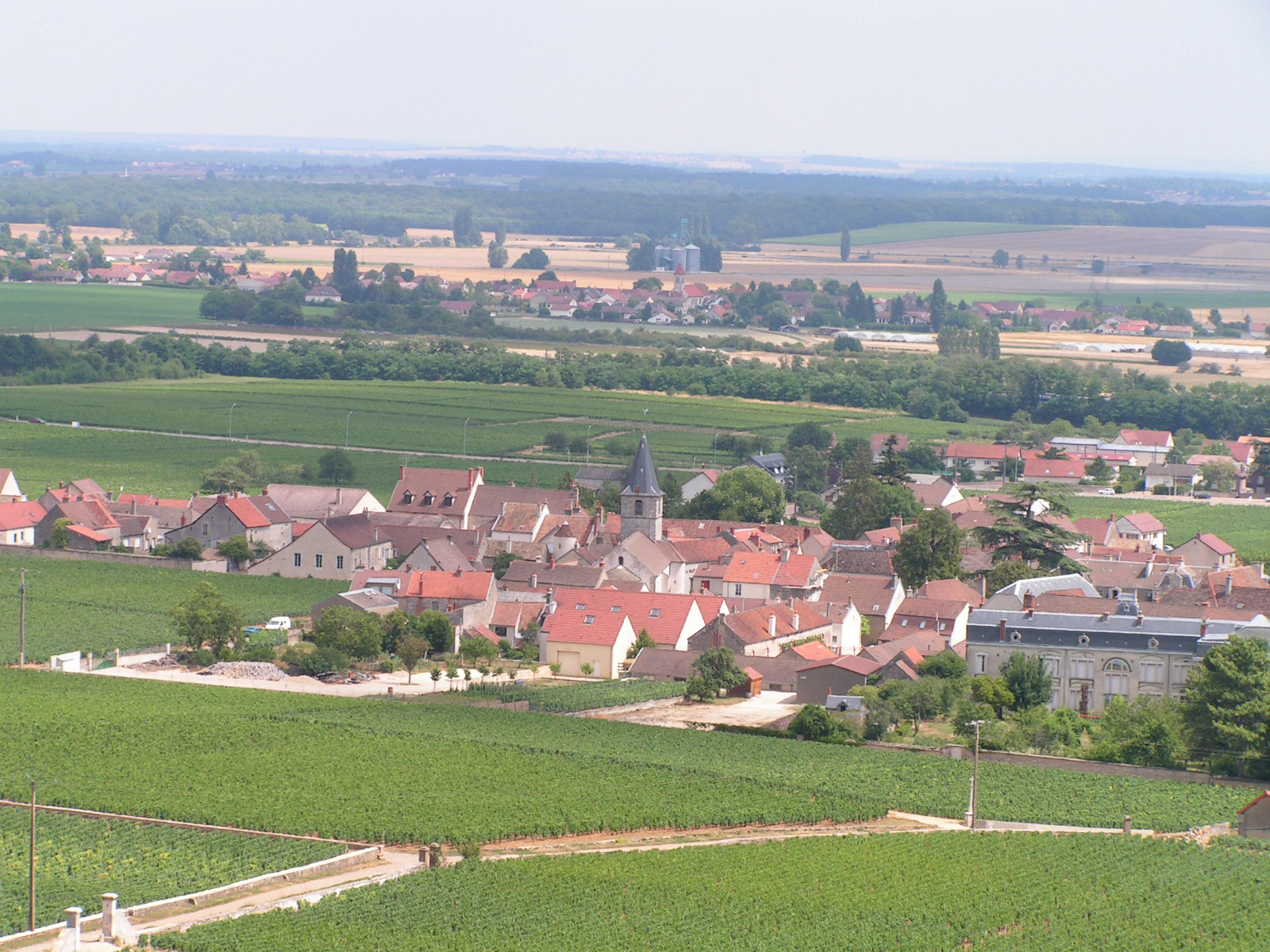
Vosne-Romanée

W Vougeot tylko jedna winiarnia produkuje wina grand cru, jest nią Clos Vougeot. Mimo to winiarnia produkuje aż trzy razy więcej wina niż pozostałe gminy w regionie. Jak na standardy burgundzkie, wydajność tej winiarni jest nieporównywalnie wysoka.

### Flagey-Echézeaux
Miejscowość jest znana głównie z produkcji znanego wina grand cru, Echézeaux.

### Vosne-Romanée
Wina z tej miejscowości należą do najsłynniejszych na świecie. Do najbardziej cenionych należą wina Romanée-Conti oraz La Tâche. Do innych znanych grand cru z regionu należy Richebourg z winnicy La Romanée (najmniejszej AOC we Francji).

## Wioski i miejscowości południowe

### Nuits-Saint-Georges
Największa miejscowość w południowym regionie Côte de Nuits. Produkuje znaczącą ilość dobrych win, z których najlepsze są następnie sprzedawane położonym na północy  winiarniom.

### Premeaux-Prissey
Wina z Premeaux-Prissey są sprzedawane pod nazwą win z Nuits-Saint-Georges.

### Comblanchien
Miejscowość produkuje dobrej jakości wina sprzedawane pod etykietą Côte de Nuits Villages.

### Corgoloin
Wina z tej miejscowości podobnie są sprzedawane pod etykietą Côte de Nuits Villages.